# Hard Rock Laager
Hard Rock Laager (рус. Хард-рок-лагерь) — двухдневный рок-фестиваль, проходящий ежегодно в Эстонии в деревне Вана-Вигала в уезде Рапламаа c 2002 года. Является единственным непрерывно проводящимся в стране фестивалем тяжелого рока и метала, а также крупнейшим фестивалем тяжелой музыки в балтийских странах. Проводится либо в последние выходные июня, либо в первые выходные июля каждого года. Ежегодно фестиваль посещает примерно 2000 человек. Организатором фестиваля является гитарист группы Tharaphita Кайдо Хааванди.

## Место проведения
Фестиваль проводится в усадебном парке Вана-Вигала. В парке расположена построенная в 1867 году двухметровая «стена голода», которая является историческим памятником.
Территория фестиваля находится на берегу реки Вигала. На территории находится старое кладбище.

## История
Первый Hard Rock Laager прошёл в 2002 году. Организацией занимался таллинский Хард-Рок клуб (Hard Rock Clubi, HRC). Фестиваль начался конкурсом молодёжных групп, за которым следовала основная программа, состоявшая из 14 групп, 5 из которых были заграничными. В 2003 году фестиваль расширился. Появились две сцены, а список выступающих увеличился до 19-ти. По сравнению с первым годом, количество посетителей удвоилось. Хедлайнером выступила британская группа Antimatter. Из-за неполадок с генератором электричества на одной из сцен, дневные выступления в первый день пришлось перенести на вечер и второй день.
В 2004 году продолжилось расширение фестиваля. Палаточный лагерь стал значительно больше и занял всю площадь футбольного стадиона Вана-Вигала. Хедланерами фестиваля стали шведская дэт-метал Dismember и дум-метал коллектив Swallow the Sun из Финляндии, для которого участие в фестивале стало первым выступлением за границей. Хедлайнерами 2005 года стали шведские группы Katatonia и Lord Belial.
На фестивале 2006 года была расширена инфраструктура. Появилось много торговых точек, палаток продающих готовую еду, а также автобус-сауна. Хедлайнерами выступили группы Satyricon из Норвегии, Tiamat и Deathstars из Швеции и Decapitated из Польши. После окончания фестиваля, в 5:25 утра недалеко от территории фестиваля случилось происшествие. Произошла драка между двумя людьми, в результате которой один из них получил ножевое ранение. Подоспевшие к раненому медики не успели спасти ему жизнь. Известно, что как минимум один из участников происшествия был посетителем фестиваля.
В 2007 году на фестивале была усилена безопасность. Палаточный лагерь был огорожен и за его использование введена плата. Охраной палаточного лагеря начала заниматься охранная фирма. Хедлайнерами стали Soilwork из Швеции, Cathedral из Великобритании, Enslaved из Норвегии, Vader из Польши и Entwine из Финляндии. В следующем 2008 году хедлайнерами были Witchcraft и Watain из Швеции и Primordial из Ирландии.
В результате начавшегося экономического кризиса, приглашённые в 2008 году из-за рубежа группы были не такими известными, как в прошлые года. Хедлайнерами стали Septic Flesh, Trail of Tears, Blood Red Throne и Poisonblack. Из известных эстонских групп выступили No-Big-Silence, Metsatöll, Loits, Tharaphita и Kosmikuid. На фестивале проводился турнир по видеоигре Guitar Hero. Участникам на выбор предоставлялась возможность играть в Guitar Hero World Tour и Guitar Hero: Metallica.
В 2010 году главным хедлайнером фестиваля была заявлена греческая группа Rotting Christ, но их выступление было отменено в связи с травмой вокалиста. Вместо них выступила норвежская группа Mayhem. Другими примечательными зарубежными группами были Mad Sin, Crionics, Demonical, Weedeater, Black Cobra и Saviours.
Юбилейный десятый Hard Rock Laager состоялся в 2011 году. По заявлению организаторов, был побит рекорд посещаемости предыдущих годов. Хедлайнерами стали My Dying Bride и Napalm Death. Другими примечательными группами выступившими на фестивале стали Rotting Christ, Mnemic и Moonsorrow.
В 2012 году основными хедлайнерами были Samael и Sybreed, а также вновь выступила группа Swallow the Sun. В 2013 году главным участником фестиваля стала американская трэш-метал группа Testament. Помимо них хедлайнерами были Marduk, Aborted и Cryptopsy.
В 2014 году хедлайнерами фестиваля стала польская блэк-метал группа Behemoth, новая группа бывшего вокалиста Panthera Фила Ансельмо Phil Anselsmo and the Illegals, а также группа из Франции Alcest. Наиболее известные местные группы, выступившие на фестивале были Metsatöll, Winny Puhh, Tharaphita и Nevesis.
В 2015 году на фестивале выступили такие группы, как Caliban из Германии, Candlemass и Shining из Швеции, а также Threshold и Anaal Nathrakh из Великобритании. Панк-рок группа J.M.K.E. отметила на фестивале 25-летие своего альбома Külmale maale, исполнив его полностью. Группа Metsatöll тоже исполнила целиком свой дебютный альбом Hiiekoda. Впервые за многие годы выступила группа Aggressor. Группа Forgotten Sunrise выступила с новым составом и программой. Herald представили свой новый альбом. Частью выступления многих групп было огненное шоу. В марте 2016 года Hard Rock Laager был номинирован на «Ежегодную премию музыкальной индустрии Эстонии» 2016 (EMEA) в категории «фестиваль года», но уступил Tallinn Music Week.
15-й Hard Rock Laager прошёл 1 и 2 июля 2016 года. Главным хедлайнером фестиваля стала шведская группа At The Gates. Помимо них, на фестивале выступили зарубежные исполнители Cruachan из Ираландии, Блэйз Бэйли из Великобритании, Borknagar из Норвегии, Batushka из Польши, Devlsy из Литвы и Legacy ID из Латвии.
Хедлайнером в 2017 году стала уже выступавшая в прошлом на фестивале шведская группа Katatonia. Другими примечательными зарубежными группами, выступившими на фестивале были Arcturus, Asphyx, Hate, Sanctimony и Nordjevel. После долгого перерыва в концертной деятельности, на сцене фестиваля выступили известные эстонские группы Loits и Shower. Нововведением этого года стал афетепати-шатёр, в котором оба дня после окончания выступления последней группы выступали диджеи с программой в стилях индастриал, EBM, ритмик-нойз, пост-панк и синтвейв.

## Участники
| Время проведения        | Список выступавших |
| ----------------------- | --- |
| 2002 (19 и 20 июня)     | Luciferase, Skyforger, Soulgrind, Blueprint Human Being, Bloody Sign, Tharaphita, Forgotten Sunrise, Metsatöll, Echosilence, Zorg, Soulwaig, Melotrap, Hellroad Orange, Vigilia Mortum. |
| 2003 (18 и 19 июля)     | Antimatter, Obtest, Siffles-Chopes, Loits, Tharaphita, Metsatöll, Zorg, Herald, Instigator of Grief, East Trading Wang, Monstera, Loom, Symbolic State, Catafalc, Leech, Shabash, Sickbag, Raud-Ants, Ugly Ogre.                                                                                     |
| 2004 (16 и 17 июля)     | Dismember, Swallow the Sun, Neglected Fields, Ossatorium, Loits, Forgotten Sunrise, Human ground, Herald, Metsatöll, Must Missa, Kantor Voy, Catafalc, JMKE, Bridges In Bloom, Soilwaig, Zahir, Paskar Kolgats, Necro Strike.                                                                        |
| 2005 (1 и 2 июля)       | Katatonia, Lord Belial, Solitaire, No-Big-Silence, Andaja, Darzamat, Flaying, Metsatöll, Human ground, Gunnar's Roses, Loits, Loom, Tharaphita, Raud-Ants, Mortophilia, Symbolic State, Dawn Of Gehenna, Hellroad Orange, Inferno.                                                                   |
| 2006 (30 июня и 1 июля) | Metsatöll, Must Missa, Me, Myself & I, These Broken Remains, Satyricon, Deathstars, Whispering Forest, Manatark, Skyforger, Nitrous, Hell Can Wait, Horricane, Decapitated, Herald, Vigilia Mortum, Beseech, Pedigree, Malicious Death, Shadowdances, Mannhai, Nihilistikrypt.                       |
| 2007 (29 и 30 июня)     | Enslaved, Cathedral, Soilwork, Vader, Entwine, Loits, Tharaphita, Amoral, Must Missa, Kosmikud, Forgotten Sunrise, Goresoerd, Spitblood, Finish Me Off, Brides In Bloom, Obtest, Preternatural, Galadriel, Burden Of Grief, Smashed Nail Sister, Smõuk.                                              |
| 2008 (26 и 27 июня)     | No-Big-Silence, Primordial, Charon, Leech, NMR, Amorphis, Metsatöll, Impaled Nazarene, House of Games, Nihilistikrypt, Melmac, Tiss, Horricane, Witchcraft, Stigmata, Catafalc, Sõpruse Puiestee, Watain, Hate, Argharus, Taak, Seborrhea.                                                           |
| 2009 (3 и 4 июля)       | Blood Red Throne, Burn Still, Goresoard, Heaven's Basement, Herald, KamikaDze-TR, Kosmikud, Loits, Metsatöll, Morigan, Nevesis, No-Big-Silence, Omnium Gatherum, Poisonblack, Revolver, Rock Crime, Rotten Sound, Septic Flesh, Steel Scream, Tharaphita, These Broken Remains, Trail of Tears, Urt. |
| 2010 (2 и 3 июля)       | Mayhem, Finntroll, Mad Sin, Weedeater, Demonical, Black Cobra, Saviours, Crionics, Throes of Dawn, Ocularis Infernum, Lassie the Cat, Metsatöll, Horricane, Pedigree, Evestus, Goresoerd, Recycle Bin, Sõjaruun, Kantor Voy, One Dollar Project, Cantilena.                                          |
| 2011 (2 и 3 июля)       | My Dying Bride, Napalm Death, Rotting Christ, Mnemic, Moonsorrow, Metsatöll, Catafalc, Revolver, Herald, Zorg, Nihilistikrypt, Emerald, Ceremonial Perfection, Semargl, Kurjam, Necro Strike, Ketikoerad, Sanctimony, Axegressor, Tolmunud Mesipuu, Thy Disease.                                     |
| 2012 (29 и 30 июня)     | Sybreed, Samael, To/Die/For, Swallow The Sun, October Tide, Melechesh, Metsatöll, Freakangel, Frailty, Devilish Impressions, Luctus, DND, Dawn of Oblivion, Goresoerd, No-Big-Silence, Cavus, Taak, Hukkunud Hinged, Cantilena, Monstera, Syrcity, Wyrm Sub Terra.                                   |
| 2013 (28 и 29 июня)     | Testament, Marduk, Evoken, Skyforger, Aborted, Psilocybe Larvae, Cryptopsy, Endstille, 4arm, Pedigree, Forgotten Sunrise, Horricane, Talbot, Antagonist Zero, Catafalc, Psychoterror, Redneck Rampage, Ophis, Evadne, Maxtraktor, Tapper, Emphasis.                                                  |
| 2014 (27 и 28 июня)     | Metsatöll, Alcest, Nevesis, Koldbrann, Skeleton Race, Behemoth, Phil Anselmo and The Illegals, Soul Thrower, Preternatural, Cantilena, Domination Black, Ocean Districts, Winny Puhh, Tharaphita, Thrashless,Woland, Thou Shell Of Death, Goresoerd, Aghor, Wyrm Sub Terra, Evestus, Statica.        |
| 2015 (3 и 4 июля)       | Anaal Nathrakh, Threshold, Wolf, Metsatöll, Deformation, Caliban, Candlemass, Shining, Kosmikud,Herald, Beyond The Structure, Diskreetse Mango Trio, Forgotten Sunrise, Alfahanne, Paean, Odota, Aggressor, Neglected Fields, J.M.K.E., Urt, Au-Dessus, Cryptica.                                    |
| 2016 (1 и 2 июля)       | At The Gates, Borknagar, Blaze Bayley, Cruachan, Batushka, Horricane, Rattler, Freakangel, Legshaker, Devlsy, Cantilena, Liblikas, Legacy id, Cookies, Taak, Goresoerd, Statica, Pedigree, Nihilistikrypt, Catnap                                                                                    |
| 2017 (1 и 2 июля)       | Arcturus, Asphyx, Condenscension, Dead Furies, DND Goresoerd, Hate, Herald, Intact Katatonia, Loits, No-Big-Silence, Nordjevel, Progress, Psychiatric Ward, Sanctimony, Shower, Sky Down, Süngehel, Tankist, Val Tvoar                                                                               |
| 2018 (29 и 30 июня)     | Parkway Drive, Crowbar, Lacuna Coil, I Am Morbid, In The Woods…, Saille, Ajattara, Taak, Dying Gorgeous Lies, Blinded Memory, Kosmikud, Must Hunt, Talbot, Aghor, Kurjam, Bestia, Horror Dance Squad, Deceitome, Portread, Signs Of Execution, Mang Ont, Interpid                                    |